# Syndrome de vasoconstriction cérébrale réversible
 Mise en garde médicale
Le syndrome de vasoconstriction cérébrale réversible est une maladie caractérisée par de nombreuses zones de constriction et de dilatation des artères cérébrales.

## Symptômes
Les symptômes comprennent généralement des maux de tête récurrents et sévères d'apparition soudaine ; d'autres symptômes peuvent inclure des vomissements, une sensibilité à la lumière, une confusion,des signes neurologiques focaux et des convulsions,. Les complications peuvent inclure des saignements sous-arachnoïdiens et des accidents vasculaires cérébraux.

## Facteurs de risque

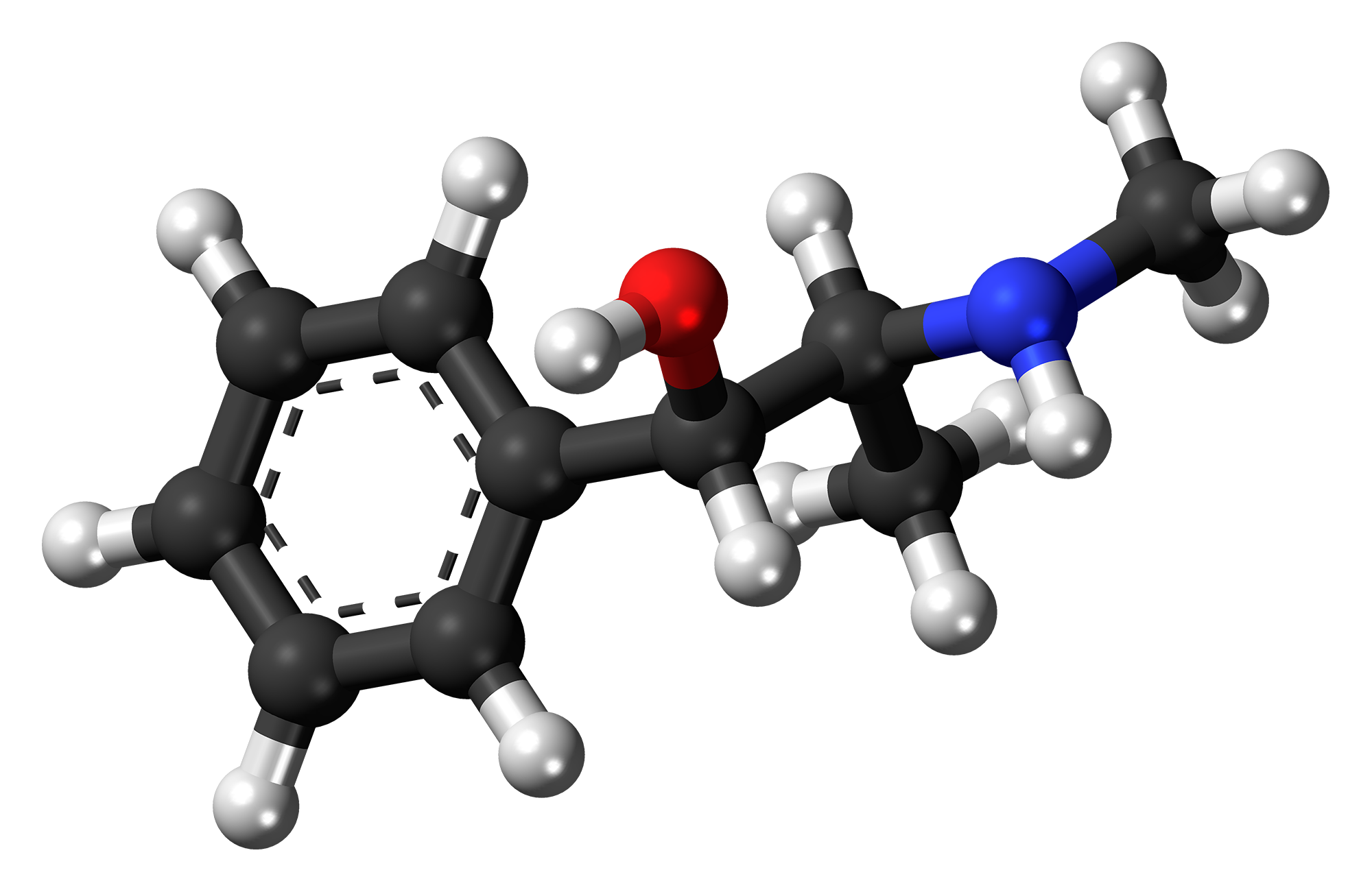
Pseudoephedrine

Les facteurs de risque comprennent l’accouchement, les médicaments vasoactifs et les complications de la grossesse.
Les drogues impliquées comprennent la cocaïne, le sumatriptan, les pilules amaigrissantes, les ISRS et la pseudoéphédrine,.

## Diagnostic
Le diagnostic se fait généralement par imagerie médicale. D'autres affections peuvent se présenter de manière similaire, notamment une hémorragie sous-arachnoïdienne due à un anévrisme, une dissection de l'artère cérébrale, une thrombose du sinus veineux cérébral, un accident vasculaire cérébral ischémique, une apoplexie hypophysaire et une vascularite cérébrale,.

## Traitement
Les inhibiteurs calciques, tels que la nimodipine, ont été utilisés pour le traitement. Pour la grande majorité, tous les symptômes disparaissent d’eux-mêmes en trois semaines. Les déficits persistent chez une minorité, les complications graves ou le décès étant très rares.

## Prévalence
Les personnes touchées sont le plus souvent âgées de 20 à 50 ans. Les femmes sont plus souvent touchées que les hommes. L'affection a été décrite pour la première fois dans les années 1960, mais le nom actuel n'a été utilisé qu'en 2007.